# Knute Rockne, All American
Knute Rockne, All American is een Amerikaanse dramafilm uit 1940 onder regie van Lloyd Bacon.

## Verhaal
Knute Rockne begint als footballspeler aan de universiteit van Notre Dame in Indiana. Hij blijft er werken als assistent van een hoogleraar. Hij krijgt ook de opdracht om zijn voormalige ploeg te trainen. Met hulp van de speler George Gipp brengt hij zijn ploeg talloze zeges.

## Trivia
- Een van de zinnen gesproken in de film was Win just one for the Gipper; dit zou later een politieke slogan van Ronald Reagan worden. Ook zijn bijnaam "The Gipper" komt hiervandaan.
- In 1997 werd de film opgenomen in het National Film Registry.

## Rolverdeling
| Acteur            | Personage                 |
| ----------------- | ------------------------- |
| Pat O'Brien       | Knute Rockne              |
| Gale Page         | Bonnie Skiles Rockne      |
| Ronald Reagan     | George Gipp               |
| Donald Crisp      | John Callahan             |
| Albert Bassermann | Julius Niewland           |
| John Litel        | Voorzitter van het comité |
| Henry O'Neill     | Dokter                    |
| Owen Davis jr.    | Gus Dorais                |
| John Qualen       | Lars Knutson Rockne       |
| Dorothy Tree      | Martha Rockne             |
| Johnny Sheffield  | Knute (7 jaar)            |